# Boarmia chloana
Boarmia chloana là một loài bướm đêm trong họ Geometridae.